# Premio Nacional de Investigación Enrique Moles
El Premio Nacional de Investigación Enrique Moles es un premio de Ciencia y tecnología químicas convocado por el Ministerio de Ciencia, Innovación y Universidades de España.
El premio se instauró en 2001 y pertenece junto con otros nueve premios a los Premios Nacionales de Investigación. La dotación ascendía a 100.000 €. Recuperados en 2018 tras varios años sin convocarse, la dotación actual asciende a 30.000€. 
El objetivo de todos estos premios es el reconocimiento de los méritos de las científicos o investigadores españoles que realizan «una gran labor destacada en campos científicos de relevancia internacional, y que contribuyan al avance de la ciencia, al mejor conocimiento del hombre y su convivencia, a la transferencia de tecnología y al progreso de la Humanidad».

## Premiados
| Año  | Investigador               | Trabajo |
| ---- | -------------------------- | --- |
| 2001 | José Joaquín Barluenga Mur | Síntesis orgánica, síntesis asimétrica, síntesis orgánica de los complejos de los metales de transición                                                                                                 |
| 2003 | Manuel Rico Sarompas       | Resonancia magnética nuclear |
| 2005 | Miguel Valcárcel Cases     | Sensores bioquímicos de flujo continuo, fluidos supercríticos, reacciones enzimáticas, nanotubos como fases estacionarias en la electroforesis capilar                                                  |
| 2007 | Luis Oro Giral             | química organometálica, catálisis homogénea |
| 2009 | Eugenio Coronado           | Magnetismo molecular |
| 2011 | Ernest Giralt Lledó        | Diseño, síntesis, modificación controlada y estructura de péptidos y proteínas, funcionamiento de proteínas relacionadas con el desarrollo del Alzheimer                                                |
| 2018 | Luis Liz Marzán            | Por sus numerosas y significativas contribuciones a los campos de la química coloidal y la nanociencia.                                                                                                 |
| 2020 | Nazario Martín León        | Por su contribución científica en el área de los materiales moleculares y de nanoformas de carbono, y por las aplicaciones de estas investigaciones en el campo de la electrónica molecular.            |
| 2021 | Hermenegildo García Gómez  | Por el impacto" de su investigación en las Ciencias Químicas, en particular en el ámbito de la fotocatálisis, reactividad catalítica y fotocatalítica del grafeno y otros materiales basados en carbono |
| 2022 | Antonio M. Echevarren      | Por sus contribuciones a la química orgánica sintética. |